# Mr.マックスマン
マックスマンシリーズ（マックスマンシリーズ）は、数々の変身ヒーローを生み出してきたテレビ朝日と、吉本興業が共同で制作による2015年に公開した『Mr.マックスマン』以降の特撮映画シリーズである。
本項では、続編の『Bros.マックスマン』『N.Y.マックスマン』についても併せて説明する。

## 概要
本シリーズはテレビ朝日と吉本興業が共同で手がけた特撮ヒーロー活劇『マックスマン』のシリーズである為出演者は、仮面ライダーシリーズ、スーパー戦隊シリーズに関わったことのあるスタッフ・役者と吉本興業所属芸人を中心に製作されている。

## 製作
- 当初、津村徹役にはケンドー・コバヤシがキャスティングされていたが、撮影時にインフルエンザを患ったため、代役としてなだぎが抜擢された[3]。

## Mr.マックスマン
『Mr.マックスマン』（ミスターマックスマン）は、2015年10月17日公開の日本の映画。主演は千葉雄大。2015年3月26日第7回沖縄国際映画祭、2015年10月15日京都国際映画祭2015にてそれぞれTV DIRECTOR’S MOVIE部門で上演。

### キャスト
- 谷口 正義 - 千葉雄大
- 辻村 祐子 - 山本美月
- 谷口 薫子 - 鈴木杏樹
- 谷口 真一郎 - 要潤
- 高倉 陽介 - 田辺誠一
- 島内 健吾 - 田村亮
- 津村 徹 - なだぎ武
- 深大寺 亮 - 高田延彦
- 海東 剛史 - 大和田伸也
- 西島 文夫 - 永瀬匡
- 神田 隆俊 - 久保田悠来
- 福原 真 - 青木玄徳
- 五十嵐 梨奈 - 内田理央
- 島崎 英二 - 丸山敦史

## Bros.マックスマン
『Bros.マックスマン』（ブラザーマックスマン）は、2017年1月7日公開の日本の映画。主演は竜星涼。2016年4月23日第8回沖縄国際映画祭で上演した。

### キャスト
- 谷口英雄 - 竜星涼
- 五十嵐梨奈 - 内田理央
- 谷口正義 - 千葉雄大
- 辻村祐子 - 山本美月
- 神田隆俊 - 久保田悠来
- 福原真 - 青木玄徳
- 島崎英二 - 丸山敦史
- 堀北海斗 - 松島庄汰
- 島内健吾 - 田村亮
- 津村徹 - なだぎ武
- 堤貴之 - ケンドーコバヤシ
- 強盗犯 - 坂井良多、金野博和（鬼越トマホーク）
- ユーリ - 高橋裕二郎
- 谷口真一郎 - 要潤
- 谷口薫子 - 鈴木杏樹
- 海東剛史 - 大和田伸也

## N.Y.マックスマン
『N.Y.マックスマン』（ニューヨークマックスマン）は、2018年2月17日公開の日本の映画。主演は稲葉友。2017年4月22日第9回沖縄国際映画祭で上演した。

### キャスト
- ヒロ・マックス ｰ 稲葉友
- 海東果穂 - 山谷花純
- 谷口正義 - 千葉雄大
- 辻村祐子 - 山本美月
- 谷口英雄 - 竜星涼
- 五十嵐梨奈 - 内田理央
- 神田隆俊 - 久保田悠来
- 福原真 - 青木玄徳
- 島崎英二 - 丸山敦史
- 堀北海斗 - 松島庄汰
- 城ヶ島毅 - 村上幸平
- 津村徹 - なだぎ武
- 島内健吾 - 田村亮
- 堤貴之 - ケンドーコバヤシ
- 海東剛史 - 大和田伸也